# スバルの可変動弁機構
スバルの可変動弁機構（スバルのかへんどうべんきこう）は、SUBARU（旧富士重工業）が製造するスバル車に搭載されるエンジンに適用されている可変動弁機構である。

## 解説
レシプロガソリンエンジンにおいて、吸排気量は燃焼室の吸排気口の開口面積と開弁時間、開口時期に依存する。4ストロークエンジンの場合、これらを決めているのは一般的にカム機構によるバルブ動作である。リフト量で開口面積が、作用角で開口時間が、角度（中心角、または位相）で開口時期が決まる。
ところで、吸排気の最適な量とタイミングは回転数や負荷によって変化する。しかし、一般的なカム駆動の動弁機構では運転状態に合わせてバルブの動作を変化させることは出来ないため、ある回転数に合わせてバルブ動作を設定し、そこから離れた回転域では最適でないバルブ動作を許容するしかなかった。
これを解決すべく発案されたのが可変動弁機構である。
スバルの可変動弁機構は大別すると、連続可変バルブタイミング機構と可変バルブリフト機構の2種類に分けられる。
連続可変バルブタイミング機構は「AVCS (Active Valve Control System)」、可変バルブリフト機構は「ダイレクト可変バルブリフト機構」及び「i-AVLS (i-Active Valve Lift System)」と名付けられている。

## AVCS
AVCSはクランクシャフトに対するカムの位相を連続的に変化できる連続可変バルブタイミング機構である。3代目レガシィのDOHC NAエンジンにて初採用された。後にEJ20、EJ25のターボエンジン、EZエンジン、EN07にも搭載された。連続可変バルブタイミング機構と言うと、日本ではトヨタのVVT-iや、ホンダのVTECに代表されることが多いが、AVCSの場合は構成部品自体もトヨタ系サプライヤのデンソーから供給されている。トヨタのDual VVT-iと同様に吸気側に加え排気側も変化させるデュアルAVCSが存在する。
FB型エンジンでは吸気側に油圧式可変バルブタイミング機構としては初となる中間ロック式AVCS（ボルグワーナー製）を採用。始動性の向上と作動角度を拡大させている。

### 構成
構成部品は可変機構を組み込んだ専用のカムスプロケットと、それを駆動する油圧を制御するオイルコントロールバルブ（OCV）および油圧を伝える油路からなる。

## ダイレクト可変バルブリフト機構

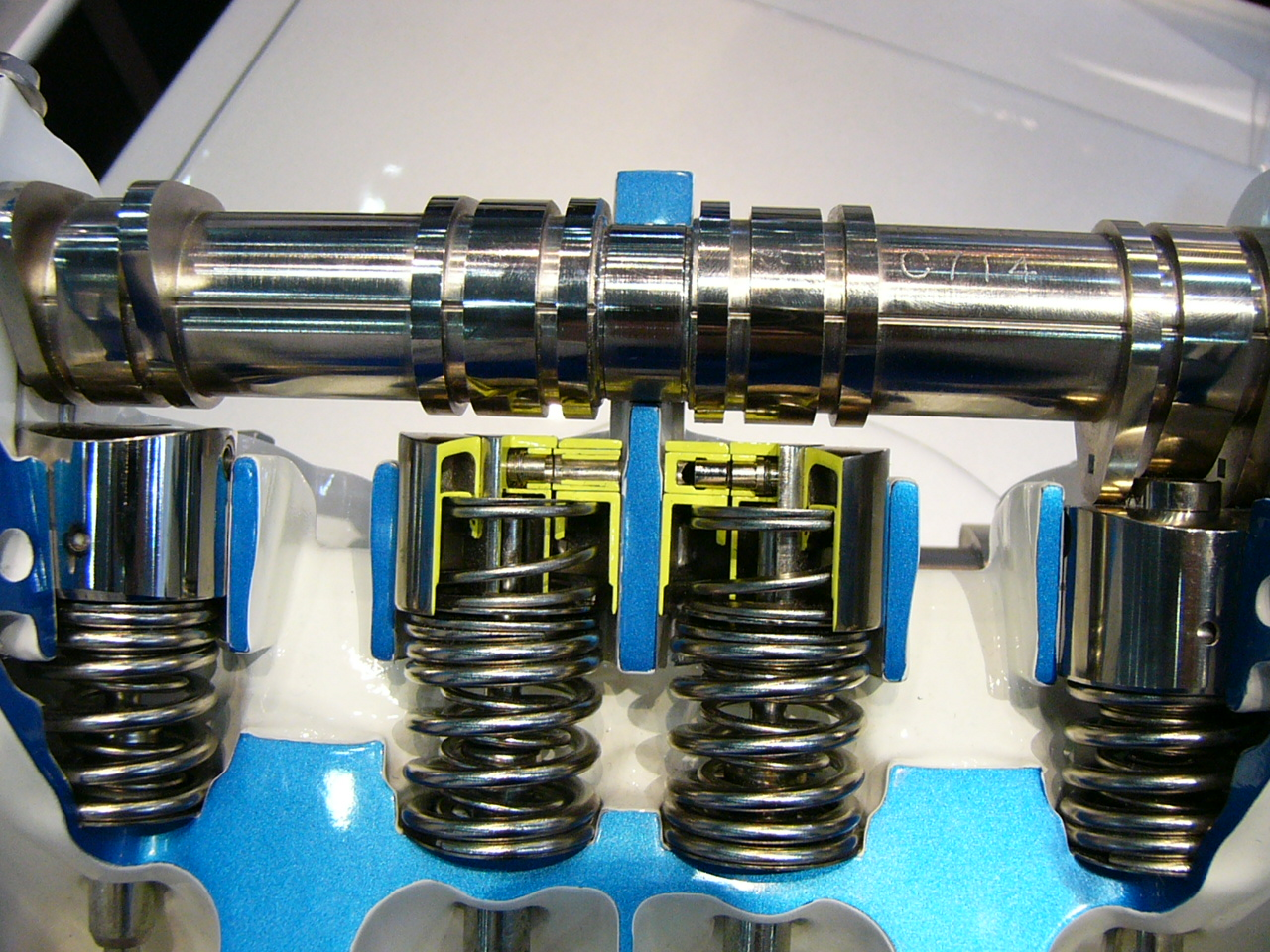
EZ30エンジンのダイレクト可変バルブ機構

ダイレクト可変バルブリフト機構はバルブリフトを2段階に変化できる可変バルブリフト機構である。前述のAVCSと組み合わされ、EZ30の吸気側に採用された。しかし、後継のEZ36では吸排気ともにAVCSを搭載する替わりに、ダイレクト可変バルブリフト機構は廃止された。
可変バルブリフト機構の代表はロッカーアームに可変機構を組み込んだホンダのVTECであるが、ダイレクト可変バルブリフト機構ではロッカーアームは存在しない。その代わり、バルブリフターに可変機構を組み込んでいる。
この機構はポルシェのバリオカムプラスで採用されている可変バルブリフト機構と同一のものである。ロッカーアームを必要とせず直打式のままでリフト量を変化させる事が出来る為、重量とスペースの増加を抑えられるメリットがある。スペースが厳しい水平対向DOHCエンジンに採用しやすい機構と言える。
この機構を採用したEZ30では低中回転域において吸気2バルブそれぞれのリフト量に差をつけることで渦流を発生させ、燃焼状態を向上させている。これは下に述べるi-AVLSでも使われている。

### 構成
専用リフタと油路を切り替える電磁バルブ（OSV）、油圧を伝える油路からなる。

## i-AVLS

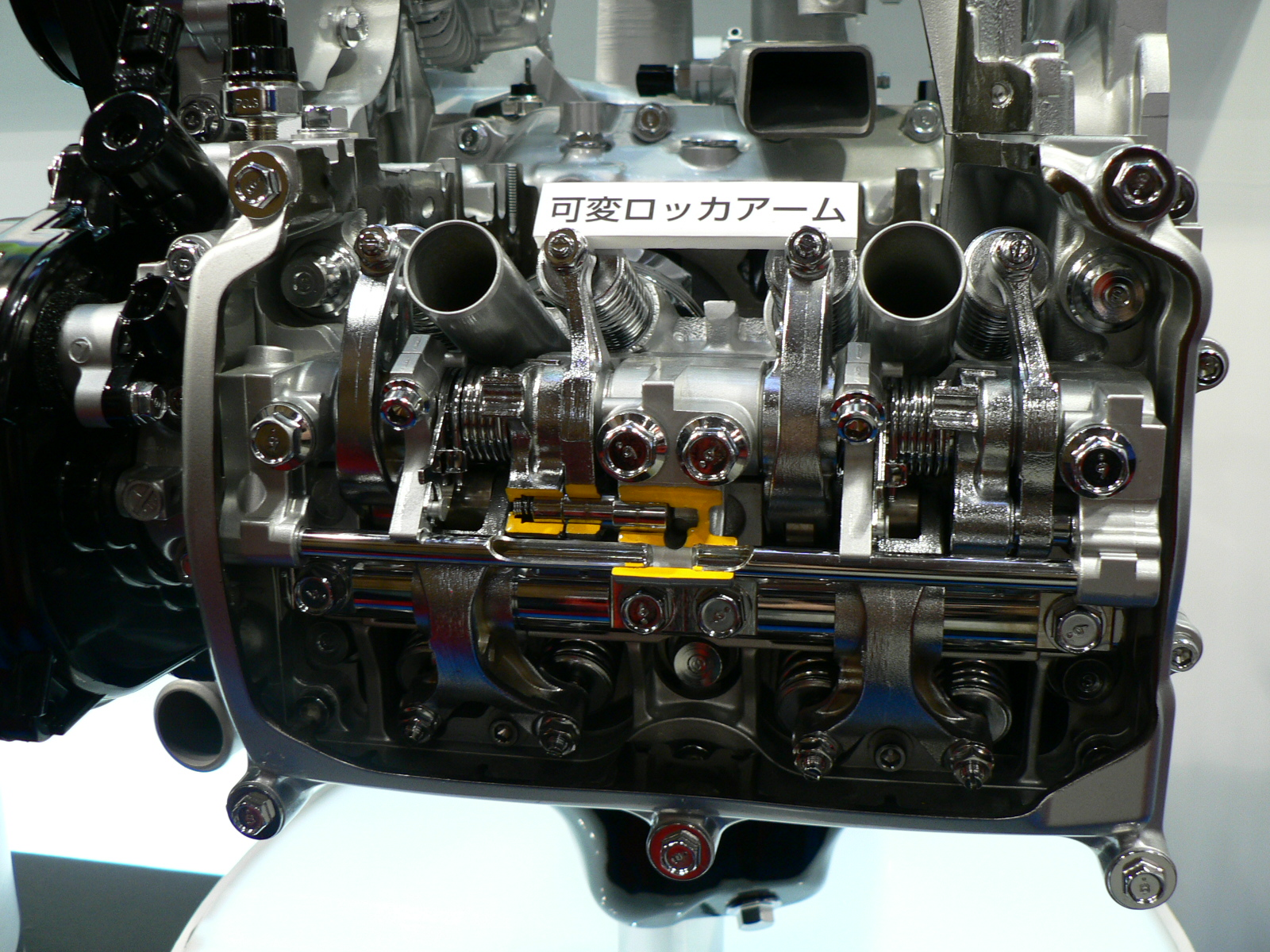
EJ25 SOHCエンジンのi-AVLS

i-AVLSは可変バルブリフト機構である。SIAで生産されるレガシィの北米仕様車に初搭載された。
シーソー式ロッカーアームに組み込まれた機構となるため主にSOHCエンジンに使われる。現段階ではEJ25のSOHCモデルのみに採用されている。i-AVLSは吸気2バルブのうち片側のみリフト量を変化させるもので、低中回転域では片側をローリフトとし渦流を発生させ燃焼状態を向上、中高回転では2バルブともハイリフトとし充填効率を向上させている。
なおSOHCエンジンではカムの位相を変化させる可変バルブタイミング機構は基本的に使えないため、AVCSとの併用はなくi-AVLSのみの搭載となっている。

### 構成
専用ロッカーシステムとOSV、油圧を伝える油路からなる。